# Wadi Degla Sporting Club
El Wadi Degla Sporting Club (en árabe: نادي وادي دجلة‎) es un club de fútbol egipcio de la ciudad de El Cairo. Fue fundado en 2002 y juega en la Primera División de Egipto.

## Historia
El club hizo historia en la temporada 2009/10, en la cual consiguieron el ascenso a la Primera División de Egipto por primera vez en su historia luego de vencer 3-1 a Al-Sekka Al-Hadid a una fecha de terminar la temporada.
Es el segundo equipo de Egipto en obtener el ascenso a la máxima categoría en tan solo una temporada en la Segunda División de Egipto desde que el Al-Mokawloon Al-Arab lo consiguiera en la temporada 1981.

## Clubes afiliados
- Lierse[4]
- Arsenal[5][6]

## Participación en competiciones de la CAF
| Temporada | Torneo                       | Ronda | Club               | Casa | Visita | Global      |
| --------- | ---------------------------- | ----- | ------------------ | ---- | ------ | ----------- |
| 2014      | Copa Confederación de la CAF | 1     | AS Douanes de Lomé | 2-0  | 1-1    | 3-1         |
| 2014      | Copa Confederación de la CAF | 2     | Djoliba AC         | 2-0  | 0-2    | 2-2 (4-5 p) |